# Juncus pallescens
Juncus pallescens är en tågväxtart som beskrevs av Jean-Baptiste de Lamarck. Juncus pallescens ingår i släktet tåg, och familjen tågväxter. Inga underarter finns listade i Catalogue of Life.